# Liophryne allisoni
Liophryne allisoni és una espècie de granota de la família dels microhílids. Es troba a l'est de Papua Nova Guinea, entre els 1.400 i 2.000 metres d'altitud a la vora est de la província de les Terres Altes Orientals i a Wau, a la Província de Morobe. Es pensa que és comuna.
Viu sota la matèria en descomposició de la selva i es reprodueixen per desenvolupament directe.